# Martin Marietta Materials
Martin Marietta Materials ist ein amerikanischer Baustoffkonzern. Das Unternehmen mit Sitz in Raleigh in North Carolina ist der zweitgrößte Produzent von Gesteinskörnungen in den USA. Martin Marietta besitzt Standorte in den USA, vor allem in Texas, Colorado, North Carolina und Iowa, auf Nova Scotia (Kanada) und auf den Bahamas.
Martin Marietta Magnesium Specialties stellt Magnesiumoxid (Magnesia) und Magnesiumhydroxid her.
Bei San Antonio (Texas) eröffnete Martin Marietta im Januar 2016 einen neuen Kalksteinbruch mit Bahnanschluss (). Die Investitionskosten lagen bei 160 Mio. US-Dollar.
Martin Marietta Materials entstand 1993 als Ausgründung der Martin Marietta Corporation und wurde von dieser 1994 an die Börse gebracht. 1995 fusionierte die Muttergesellschaft mit der Lockheed Corporation zu Lockheed Martin, die sich 1996 von ihren restlichen Anteilen an Martin Marietta Materials trennte.
Ein Standort des Unternehmens mit Betonwerk und angegliederter Kiesgrube wurde an Tesla, Inc. verkauft, diese errichtete auf dem Grundstück die Gigafactory Texas.